# Тодор Терзиев
Тодор Павлов Терзиев е български партизанин, офицер, генерал-лейтенант от Държавна сигурност.

## Биография
Роден през 1920 в ксантийското село Габрово. Член на РМС. Става партизанин. През 1948 г. влиза във военното контраразузнаване. В периода 1952 – 1976 г. е началник на IV управление на Държавна сигурност, което отговаря за техническото разузнаване. От 26 януари 1978 до 1984 г. е първи секретар на Районния комитет на БКП в МВР. Брат му Васил Терзиев също е генерал. Умира през 2000 г. Награждаван е с орден „Народна република България“ – II ст. (1970).